# Les Danaïdes

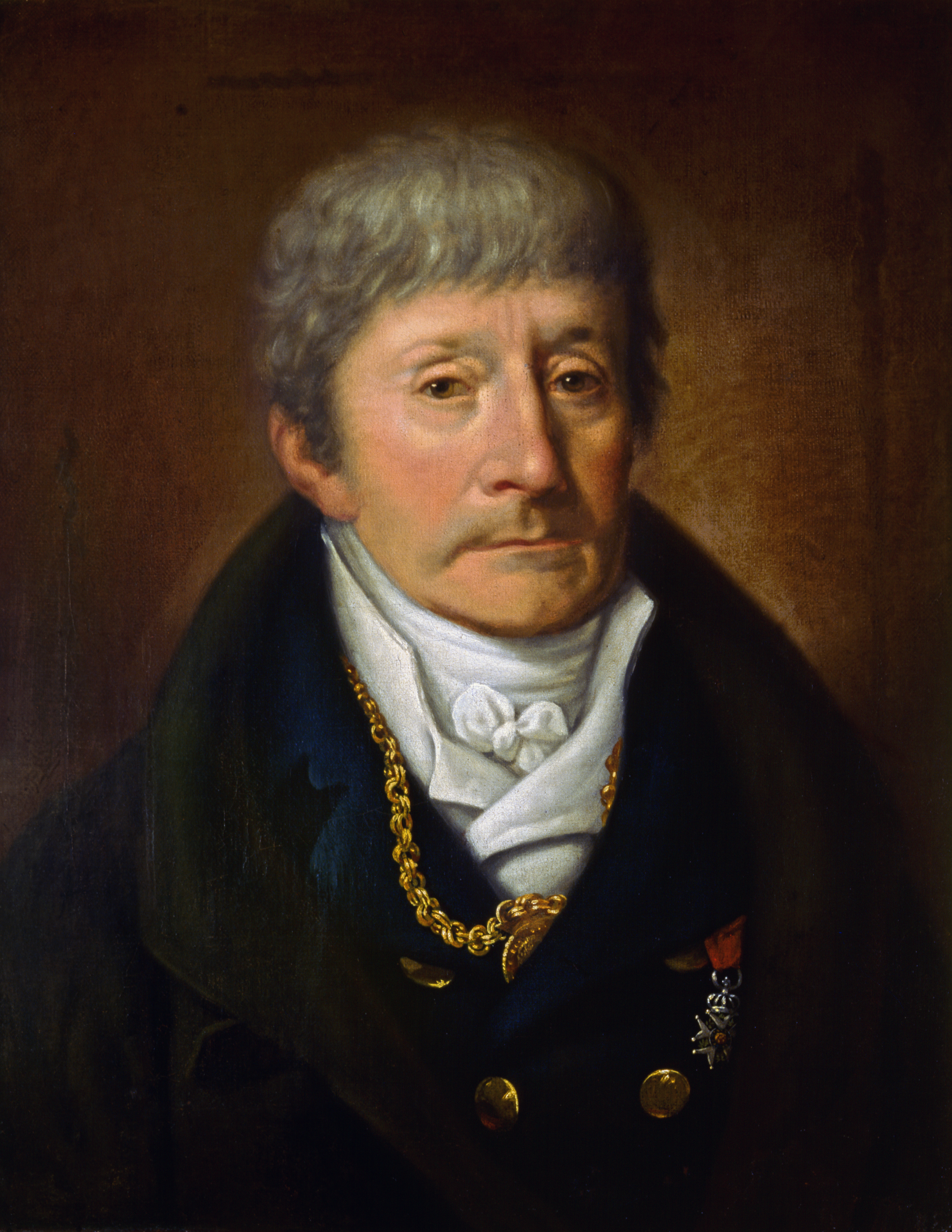
Antonio Salieri

Les Danaïdes (Danaiderna) är en opera i fem akter med musik av Antonio Salieri och libretto av François-Louis Gand Le Bland Du Roullet och Jean-Baptiste-Louis-Théodore de Tschudi. Librettisterna hade olovligen omarbetat Ranieri de' Calzabigis libretto över samma ämne. Operans handling bygger på det antika grekiska dramat om kung Danaos och hans 50 döttrar, Danaiderna.

## Historia
Calzabigi skrev ursprungligen librettot till Christoph Willibald Gluck, men den åldrade tonsättaren var efter en stroke oförmögen att hinna komponera musiken i tid och bad Salieri att ta över uppgiften. Detta gjorde Salieri gladligen, men han var så imponerad och ödmjuk inför Glucks storhet att han insisterade på att bådas namn skulle tryckas på librettots framsida. Gluck var smickrad men inte beredd att riskera sitt goda rykte genom att förknippas så starkt med Salieris verk. Han informerade diplomatiskt tidningarna att:
 Musiken till "Les Danaïdes" är helt och fullt av Salieri, min del består endast i att ha gett förslag på förändringar vilka han välvilligt har mottagit.
Efter fiaskot med sin senaste opera Echo et Narcisse (1779) var Gluck övertygad om att även denna opera skulle misslyckas. Les Danaïdes hade premiär den 26 april 1784 på Parisoperan och blev en så stor succé att operaledningen beställde ytterligare två operor av Salieri. Operan är tillägnad drottning Marie-Antoinette av Frankrike.

## Personer

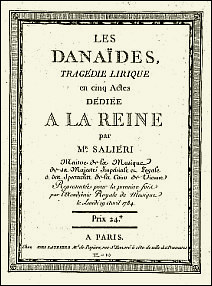
Librettosidan

- Hypermnestre, dotter till Danaüs (sopran)
- Danaüs (basbaryton)
- Lyncée (tenor)
- Pélagus, Danaüs vaktchef (bas)
- Plancippe, Hypermnestres syster (sopran)
- Tre soldater (2 tenorer och en bas)

## Handling
Akt I
Danaüs och hand femtio döttrar, danaiderna, svär trohet till fienden Aegyptus (Danaüs bror). Aegyptus dör och efterträds av sin äldste son Lyncée. Han och hans bröder beslutar sig för att gifta sig med danaiderna. Danaüs beordrar sina döttrar att hämnas genom att döda sina män.
Akt II
Lyncées hustru Hypermnestre vägrar utföra faderns vilja även efter att han har uttalat profetian att han kommer att mördas om hon inte utför dådet.
Akt III
Efter bröllopet lyckas Hypermnestre och Lyncée att fly men hans bröder dödas.
Akt IV
Danaüs blir rasande när nyheten om Lyncées flykt når honom. Men han blir avbruten i sina tankar då Lyncée stormar in i staden och dödar alla danaider förutom Hypermnestre. Sedan bränner han ned palatset.
Akt V
Danaiderna sänds till Hades där Danaüs ligger fjättrad vid en bergsklippa och varje morgon som straff får sin lever uthackad av en gam. Danaiderna döms att för evigt försöka fylla ett vattenkärl med varsitt såll.